# Sociedad de Amigos de Portugal
La Sociedad de Amigos de Portugal fue una sociedad cultural española constituida en 1922 que persiguió una institucionalización de las relaciones culturales hispano-lusas.
Evolucionó a partir del Touring-Club Hispano-Portugués, sociedad fundada en 1905 a iniciativa del conde de Romanones para el fomento del turismo ibérico a través de la promoción de España y Portugal a nivel internacional, siguiendo el modelo de los syndicats d'initiative que existían en otros países como Inglaterra, Francia e Italia.
Constituida formalmente a partir de la celebración de una reunión en el Ateneo de Madrid a las 7 de la tarde del 22 de abril de 1922, La sociedad, presidida inicialmente por el conde de Romanones, contó con nombres como el conde de López Muñoz, el conde de San Luis, Miguel de Unamuno, Alberto Jiménez Fraud, Victoriano García Martí, el conde de la Viñaza, el conde de Gimeno, Ramón Gómez de la Serna, Ramiro de Maeztu, Gabriel Maura, el marqués de Quintanar y a Ramón María del Valle-Inclán.
Promovió actividades culturales como fiestas, viajes para estudiantes y conferencias.
El marqués de Quintanar también es citado como presidente del grupo.
En junio de 1922 se creó su equivalente portuguesa, la Sociedade dos Amigos de Espanha (Sociedad de Amigos de España).